# Gornji Zabelj
Zabel i Epërm en albanais et Gornji Zabelj en serbe latin (en serbe cyrillique : Горњи Забељ) est une localité du Kosovo située dans la commune/municipalité de Gllogoc/Glogovac, district de Pristina (Kosovo) ou district de Kosovo (Serbie). Selon le recensement kosovar de 2011, elle compte 565 habitants, tous albanais.

## Démographie

### Évolution historique de la population dans la localité
| 1948 | 1953 | 1961 | 1971 | 1981 | 1991 | 2011 |
| ---- | ---- | ---- | ---- | ---- | ---- | ---- |
| 170  | 190  | 220  | 296  | 393  | 598  | 565  |

|  |